# Фунт на квадратный дюйм

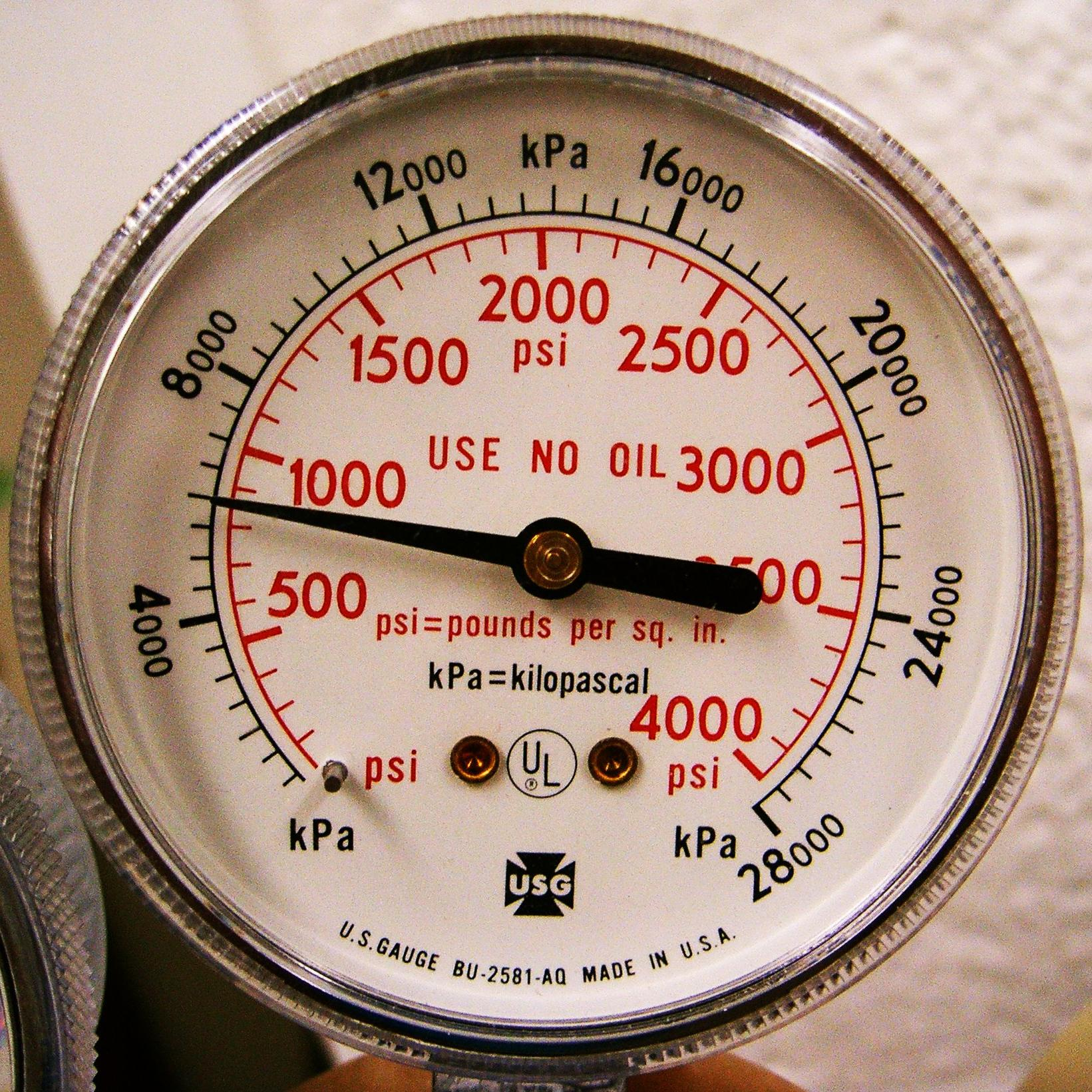
Манометр со шкалами в psi (красная шкала) и кПа (чёрная шкала)

Фунт на квадратный дюйм (обозн. psi), точнее, «фунт-сила на квадратный дюйм» (англ. pound-force per square inch, lbf/in²) — внесистемная единица измерения давления. В основном употребляется в США. Численно равна 6894,75729 Па.
Различают абсолютное давление, которое обозначают psia (pounds per square inch absolute); избыточное (приборное) — обозначаемое psig (pounds per square inch gauge) и относительное — psid (pounds per square inch differential). При этом абсолютное давление отсчитывается от абсолютного вакуума, избыточное — от нормального атмосферного давления (14,7 psia), относительное — от другого заданного  давления.

## Кратные единицы
В практике также используют кратные производные единицы.
Одной из них является килофунт на квадратный дюйм (kilopound per square inch, ksi), который соответствует тысяче psi (1000 lbf/in²). Данная единица используется в материаловедении для удобства записи напряжений в металлах (например, предела прочности). Перевод в единицы СИ: 1 ksi = 6,895 МПа или 1 МПа = 0,145 ksi.
Другой кратной единицей является мегафунт на квадратный дюйм (megapound per square inch, Mpsi), соответствующая миллиону psi. Она используется, например, для обозначения модуля упругости металлов. Перевод в единицы СИ: 1 Mpsi = 6,895 ГПа или 1 ГПа = 0,145 Mpsi.
|               | Паскаль (Pa, Па) | Бар (bar, бар) | Техническая атмосфера (at, ат) | Физическая атмосфера (atm, атм) | Миллиметр ртутного столба (мм рт. ст., mm Hg, Torr, торр) | Миллиметр водяного столба (мм вод. ст., mm H2O) | Фунт-сила на квадратный дюйм (psi) |
| 1 Па          | 1                | 10−5           | 1,01972⋅10−5                   | 9,8692⋅10−6                     | 7,5006⋅10−3                                               | 0,101972                                        | 1,4504⋅10−4                        |
| 1 бар         | 105              | 1              | 1,01972                        | 0,98692                         | 750,06                                                    | 10197,2                                         | 14,504                             |
| 1 ат          | 98066,5          | 0,980665       | 1                              | 0,96784                         | 735,56                                                    | 104                                             | 14,223                             |
| 1 атм         | 101325           | 1,01325        | 1,03323                        | 1                               | 760                                                       | 10332,3                                         | 14,696                             |
| 1 мм рт. ст.  | 133,322          | 1,3332⋅10−3    | 1,3595⋅10−3                    | 1,3158⋅10−3                     | 1                                                         | 13,595                                          | 0,019337                           |
| 1 мм вод. ст. | 9,80665          | 9,80665⋅10−5   | 10-4                           | 9,6784⋅10-5                     | 0,073556                                                  | 1                                               | 1,4223⋅10-3                        |
| 1 psi         | 6894,76          | 0,068948       | 0,070307                       | 0,068046                        | 51,715                                                    | 703,07                                          | 1                                  |